# Hamadryas thearida
Hamadryas thearida är en fjärilsart som beskrevs av Hans Fruhstorfer 1916. Hamadryas thearida ingår i släktet Hamadryas och familjen praktfjärilar. Inga underarter finns listade i Catalogue of Life.